# Tanakius kitaharae
Tanakius kitaharae är en fiskart som först beskrevs av Jordan och Starks, 1904.  Tanakius kitaharae ingår i släktet Tanakius och familjen flundrefiskar. Inga underarter finns listade i Catalogue of Life.